# Austrotritia robusta
Austrotritia robusta är en kvalsterart som beskrevs av Wojciech Niedbała och Corpuz-Raros 1998. Austrotritia robusta ingår i släktet Austrotritia och familjen Oribotritiidae. Inga underarter finns listade.